# Torsten Capelle
Hans Torsten Capelle (* 11. Oktober 1939 in Hamburg; † 9. Juli 2014 in Altenberge) war ein deutscher Ur- und Frühgeschichtler.
Torsten Capelle wuchs in einer deutsch-schwedischen Familie auf, 1960 legte er sein Abitur an der Stormarnschule in Ahrensburg ab. Anschließend studierte er
Ur- und Frühgeschichte, Altnordische Philologie und Mittelalterliche Geschichte an den Universitäten in Hamburg, Uppsala, Tübingen und Göttingen. 1966 wurde er an der Universität Göttingen mit einer Arbeit Der Metallschmuck von Haithabu promoviert. Unmittelbar im Anschluss trat er eine Stelle als wissenschaftlicher Assistent an der Universität Münster im Seminar für Ur- und Frühgeschichte an. 1969 wurde er mit einer Arbeit Studien über elbgermanische Gräberfelder in der ausgehenden Latènezeit und der älteren römischen Kaiserzeit in Münster habilitiert, 1970 zum außerplanmäßigen Professor an der Universität Münster ernannt, 1972 auf eine Professur für Ur- und Frühgeschichte berufen. Capelle lehrte bis zu seiner Emeritierung 2005 an der Universität Münster. Zu seinen Schwerpunkten zählen unter anderem die Archäologie des frühen Mittelalters und der Wikingerzeit sowie religionsgeschichtliche Fragestellungen.
Als Fachberater und ständiger Mitarbeiter am Reallexikon der Germanischen Altertumskunde verfasste er insgesamt um die 100 Beiträge. Von 2005 bis 2011 war er Vorsitzender der Altertumskommission für Westfalen. Capelle war Ehrendoktor der Universität Lund sowie Ritter erster Klasse des Königlich Schwedischen Nordsternordens.

## Veröffentlichungen (Auswahl)
- Der Metallschmuck von Haithabu. Studien zur wikingischen Metallkunst (= Die Ausgrabungen in Haithabu. Bd. 5). Wachholtz, Neumünster 1968 (Zugleich: Göttingen, Universität, Dissertation, 1966).
- Holzgefäße vom Neolithikum bis zum späten Mittelalter (= Münstersche kleine Schriften zur Ur- und Frühgeschichte. Bd. 1). Lax, Hildesheim 1969.
- Studien über elbgermanische Gräberfelder in der ausgehenden Latènezeit und der älteren römischen Kaiserzeit (= Münstersche Beiträge zur Vor- und Frühgeschichte. Bd. 6). Lax, Hildesheim 1971 (Zugleich: Münster, phil. Habilschrift-Schrift, 1969).
- Die Wikinger (= Urban-Taschenbücher 140). Urban, Stuttgart u. a. 1971.
- Kunst und Kunsthandwerk im bronzezeitlichen Nordeuropa. Wachholtz, Neumünster 1974, ISBN 3-529-01820-1.
- Die frühgeschichtlichen Metallfunde von Domburg auf Walcheren (= Nederlandse Oudheden. Bd. 5, ). 2 Bände. Rijksdienst voor het Oudheidkundig Bodemonderzoek, Amersfoort 1976.
- Das Goldzeitalter. Archäologie der Völkerwanderungszeit. Holle, Baden-Baden 1976, ISBN 3-87355-166-7.
- Die karolingischen Funde von Schouwen (= Nederlandse Oudheden. Bd. 7). 2 Bände. Rijksdienst voor het Oudheidkundig Bodemonderzoek, Amersfoort 1978.
- Das Gräberfeld Beckum I (= Veröffentlichungen der Altertumskommission für Westfalen. Bd. 7). Aschendorff, Münster 1979, ISBN 3-402-05032-3.
- Ur- und frühgeschichtliche Funde aus Brilon. Weyers, Brilon 1979.
- Holzschnitzkunst vor der Wikingerzeit (= Offa-Ergänzungsreihe. Bd. 3). Wachholtz, Neumünster 1980, ISBN 3-529-01653-5.
- Bilder zur Ur- und Frühgeschichte des Sauerlandes. Podzun, Brilon 1982, ISBN 3-923448-00-7.
- Untersuchungen auf dem mittelalterlichen Handelsplatz Gautavík, Island (= Zeitschrift für Archäologie des Mittelalters. Beiheft 2). Rheinland-Verlag u. a., Köln u. a. 1982, ISBN 3-7927-0634-2.
- Norddeutsche Felsbilder (Archäologischer Wegweiser) (= Wegweiser zur Vor- und Frühgeschichte Niedersachsens. Bd. 14). Hildesheim 1984.
- Geschlagen in Stein. Skandinavische Felsbilder der Bronzezeit (= Begleithefte zu Ausstellungen der Abteilung Urgeschichte des Niedersächsischen Landesmuseums Hannover. Bd. 1). Lax, Hannover (recte: Hildesheim) 1985, ISBN 3-7848-1009-8.
- Schiffssetzungen. In: Prähistorische Zeitschrift. Bd. 61, 1986, S. 1–63.
- Kultur- und Kunstgeschichte der Wikinger (= Grundzüge. Bd. 63). Wissenschaftliche Buchgesellschaft, Darmstadt 1986, ISBN 3-534-02509-1.
- Die Eroberung des Nordatlantik. Archäologie am Rande des Meeres. Wachholtz, Neumünster 1987, ISBN 3-529-01830-9.
- Archäologie der Angelsachsen. Eigenständigkeit und kontinentale Bindung vom 5. bis 9. Jahrhundert. Wissenschaftliche Buchgesellschaft, Darmstadt 1990, ISBN 3-534-10049-2.
- Die Miniaturenkette von Szilágysomlyó (Şimleul Silvaniei) (= Universitätsforschungen zur prähistorischen Archäologie. Bd. 22). Habelt, Bonn 1994, ISBN 3-7749-2659-X.
- Anthropomorphe Holzidole (= Scripta minora Regiae Societatis Humaniorum Litterarum Lundensis. 1995/96, 1). Almqvist & Wiksell, Stockholm 1995, ISBN 91-22-01705-4.
- mit Jens Lüning, Albrecht Jockenhövel und Helmut Bender: Deutsche Agrargeschichte. Vor- und Frühgeschichte. Ulmer, Stuttgart 1997, ISBN 3-8001-3099-8.
- Die Sachsen des frühen Mittelalters. Wissenschaftliche Buchgesellschaft, Darmstadt 1998.
- mit Ralf Busch und Friedrich Laux: Opferplatz und Heiligtum. Kult der Vorzeit in Norddeutschland (= Veröffentlichungen des Helms-Museums, Hamburger Museum für Archäologie und die Geschichte Harburgs. Bd. 86). Wachholtz, Neumünster 2000, ISBN 3-529-02010-9.
- mit Wijnand van der Sanden: Mosens Guder. Antropomorfe traefigurer fra Nord- og Nordvesteuropas fortid. = Immortal Images. Ancient anthropomorphic wood carvings from northern and northwest Europe. Silkeborg Museum, Silkeborg 2001, ISBN 87-88016-81-1.
- mit Wijnand van der Sanden: Götter, Götzen, Holzmenschen (= Archäologische Mitteilungen aus Nordwestdeutschland. Beiheft 39). Isensee, Oldenburg 2002, ISBN 3-89598-851-0.
- Die verborgenen Menschen in der germanischen Ornamentkunst des frühen Mittelalters (= Scripta minora Regiae Societatis Humaniorum Litterarum Lundensis. 2001/2002, 1). Almqvist och Wiksell International, Stockholm 2003, ISBN 91-22-02055-1.
- Der Turmhügel Barenborg, Kreis Coesfeld (= Frühe Burgen in Westfalen. Heft 24, ISSN 0939-4745). Altertumskommission für Westfalen, Münster 2005.
- mit Christian Fischer: Ragnarok. Odins Verden. Silkeborg Museum, Silkeborg 2005.
- Heidenchristen im Norden (Schriftenreihe des Landesmuseums für Natur und Mensch. Bd. 38). von Zabern, Mainz 2005, ISBN 3-8053-3606-3.
- Bilderwelten der Bronzezeit (Felsbilder in Norddeutschland und Skandinavien) (= Kulturgeschichte der antiken Welt. Bd. 116). von Zabern, Mainz 2008, ISBN 978-3-8053-3833-2.
- Widukinds heidnische Vorfahren. Das Werden der Sachsen im Überblick. Verlag für Regionalgeschichte, Bielefeld 2008, ISBN 978-3-89534-741-2.
- Wallburgen in Westfalen-Lippe (= Frühe Burgen in Westfalen. Sonderband 1, ISSN 0939-4745). Altertumskommission für Westfalen, Münster 2010.